# Pareiorhaphis hystrix
Pareiorhaphis hystrix är en fiskart som först beskrevs av Pereira och Roberto Esser dos Reis 2002.  Pareiorhaphis hystrix ingår i släktet Pareiorhaphis och familjen Loricariidae. Inga underarter finns listade i Catalogue of Life.